# Jean Girardin
Jean Girardin (París, 10 de novembre, 1803 - Rouen, 29 de maig, 1884), fou un químic i agrònom francès.
En 1821 va entrar al Laboratori farmacèutic dels hospitals de París i el 1825 al Laboratori de Thénard, obtenint el 1828 la càtedra de química aplicada de Rouen. Allí va publicar el 1837 les seves Lliçons de Química elemental (publicades a Barcelona el 1839 pel químic català Francesc Carbonell Font); el 1880 se'n publicà la sisena edició. El 1838 fou nomenat professor d'agricultura de l'Escola d'aquesta Facultat fundada per iniciativa seva. El 1858 passà a Lilla a ocupar la càtedra d'agricultura d'aquella ciutat; el 1868 fou nomenat rector de l'Acadèmia de Clermont i el 1873 professor d'agricultura i química industrial de Rouen. Va escriure:
- Considerations générales sur les volcans (1830);
- Eléments de minéralogie (1826);
- Du sol arable (2ª. edició 1842);
- Chimie agricole (Caen, 1842);
- Des fumiers et autres engrais animaux (7ª. edició 1875);
- Résumé des conférences agricole sur les fumiers (3ª. edició 1854);
- Moyens d'utiliser le marc des pommes (4ª. edició 1854);
- Des marcs dans nos compagnes (1854);
- Traité élémentaire d'agriculture (3ª. edició 1874);
- Chimie générale appliquée (1868/69);
- Leçons de chimie élémentaire appliquée aux arts industriels (6ª. edició 1880); i gran nombre d'articles a Ann. Chim. Phys (1832/36).